# Peso
Peso (z łac. pensum – „odważone”, hiszp. peso – „ciężar”, „sztuka”) – jednostka monetarna, współczesna lub historyczna, wielu krajów.

## współczesne
- peso argentyńskie (ISO 4217: ARS)- Argentyna 1881-1985 1992-
- peso chilijskie (CLP) – Chile 1975-
- peso dominikańskie (DOP) – Dominikana
- peso filipińskie (PHP) – Filipiny
- peso kolumbijskie (COP) – Kolumbia 1993-
- peso kubańskie (CUP) – Kuba
- peso kubańskie wymienialne (CUC) – Kuba
- peso meksykańskie (MXN, poprzednio MXP) – Meksyk
- peso Uruguayo (UYU) – Urugwaj 1993-

## historyczne
- peso boliwijskie – Boliwia
- peso ekwadorskie – Ekwador
- peso gwatemalskie – Gwatemala
- peso gwinejskie – Gwinea Bissau
- peso hiszpańskie – Hiszpania
- peso honduraskie – Honduras
- peso kostarykańskie – Kostaryka
- peso nikaraguańskie – Nikaragua
- peso paragwajskie – Paragwaj
- peso salwadorskie Salwador -1919
- peso wenezuelskie – Wenezuela

Peso jako srebrna moneta zostało wprowadzone przez władcę hiszpańskiego Karola I (1516-1556), rozpowszechnione w wielu krajach, w Hiszpanii po 1869 zastąpione przez pesetę.